# ليلى عبد المعز
ليلى عبد المعز (مواليد 30 سبتمبر 1996) هي لاعبة سباحة إيقاعية مصرية، مثّلت مصر في أولمبياد ريو دي جانيرو 2016 وحلت مع منتخب مصر في المركز السابع.

## روابط خارجية
- ليلى عبد المعز على موقع اللجنة الأولمبية الدولية (الإنجليزية)
- ليلى عبد المعز على موقع أوليمبيديا (الإنجليزية)